# カルドアの定型化された事実
カルドアの定型化された事実（かるどあのていけいかされたじじつ、英: Kaldor's stylized facts）は、ニコラス・カルドアの1957年、1961年の論文に提示された経済成長のパターンに関する6つの観察事実のこと。

## 概要
ニコラス・カルドアは長期的成長の統計的特徴を6つ要約している。6つの特徴は以下の通りである。
1. 労働分配率と資本分配率が長期間でほぼ一定である。
2. 労働者一人あたりの資本ストックの成長率は長期間でほぼ一定である。
3. 労働者一人あたりの生産の成長率は長期間でほぼ一定である。
4. 資本・労働比率（資本への総支払額/労働者への総支払額）は長期間でほぼ一定である。
5. 投資（資本蓄積）からの収益は長期間でほぼ一定である。
6. 労働生産性と総生産の成長率に関しては国家間で2－5％程度の違いがある。

2.は「実質資本ストックは、労働力よりも高い率で成長する」、3.は「実質生産高は、およそ一定の率で成長する」、5.は「所得に占める利潤の率が高い経済では、投資・生産効率が高い」と言い換えることもできる。
ただし、カルドアは常にこれらの事実を観察できるとは主張していない。実際、経済成長率や分配率はビジネスサイクルの影響を受けて短期的に変動する。しかし、これらの変数は長期間で平均をとると一定しているということを主張している。これらの観察事実はアメリカやイギリスのデータに基づいたものであったが、その他の国でも観察され、「定型化された事実」と呼ばれるようになった。
カルドアの事実は以下のように書き直すことができる。
1. 労働者一人あたりの生産の成長率は長期間で一定で、逓減しない。
2. 労働者一人あたりの資本ストックは時間を通じて成長する。
3. 資本・労働比率（資本への総支払額/労働者への総支払額）はほぼ一定である(1と2の系)。
4. 資本ストックからの収益はほぼ一定である。
5. 純所得で見た資本・労働比率はほぼ一定である。
6. 実質賃金は時間を通じて成長する(2、4、5の系)。

## 再解釈
チャールズ・ジョーンズとポール・ローマーはカルドアの事実について再解釈を与えている。彼らの再解釈は以下の通りである。
1. 市場が拡大している（イノベーション、市場化、貿易自由化、都市化などによる）。
2. 成長が加速化している（人口成長率・経済成長率は工業化前はほぼゼロだったのが20世紀以降成長が加速度的に起こっている）。
3. 近代成長率は国によって異なる（技術フロンティアからの距離に応じて成長率が異なる）。
4. 国によって所得水準、生産性水準が大きく異なる。
5. 労働者一人あたりの人的資本が増大している。
6. 熟練労働者（人的資本が高い）と非熟練労働者（人的資本が低い）の間の相対賃金は長期間でほぼ一定である。